# Аделиза од Левена
Аделиза од Левена (око 1103 – 23. април 1151) била је краљица Енглеске од 1121. до 1135. године, односно друга супруга краља Хенрија I.

## Биографија
Родила се као кћер грофа Готфрија I, војводе Доње Лотарингије, грофа Брабанта, грофа Левена и Бруxелеса. У брак је ступила недуго након катастрофалног бродолома Белог брода, када је у новембру 1120. страдао енглески престолонаследник и Хенријев син Вилијам Аделин. Хенри се за њу оженио у жељи да себи што пре осигура наследника. Њеном оцу је Хенри био потребан као савезник против моћног фландријског грофа Чарлса I.
Хроничари наводе како је Аделиза уживала репутацију лепотице, а након доласка у Енглеску није играла неку велику улогу у јавном животу. Упркос свих напора, Хенри до смрти 1. децембра 1135. године није могао да добије наследника.
Након три године жаљења, удала се за Вилијама једног од Хенријевих саветника. Брак је, према наводима хроничара, склопљен из љубави, и за разлику од претходног, је произвео чак седморо деце, од које ће потицати неки од будућих енглеских краљева.
Последње године је провела у опатији Афлигем у родној Белгији.

## Породично стабло
|  |                          |  |  |  |  |  |  |  |  |  |  |  |  |  |  |  |
|  | 2. Годфри I, гроф Левена |  |  |  |  |  |  |  |  |  |  |  |  |  |  |  |
|  |                          |  |  |  |  |  |  |  |  |  |  |  |  |  |  |  |
|  |                          |  |  |  |  |  |  |  |  |  |  |  |  |  |  |  |
|  | 1. Аделиза од Левена     |  |  |  |  |  |  |  |  |  |  |  |  |  |  |  |
|  |                          |  |  |  |  |  |  |  |  |  |  |  |  |  |  |  |
|  |                          |  |  |  |  |  |  |  |  |  |  |  |  |  |  |  |
|  | 3. Ида од Намира         |  |  |  |  |  |  |  |  |  |  |  |  |  |  |  |
|  |                          |  |  |  |  |  |  |  |  |  |  |  |  |  |  |  |
|  |                          |  |  |  |  |  |  |  |  |  |  |  |  |  |  |  |